# Rachael Morrison
Rachael Morrison (Royal Oak, 2 giugno 1987) è un'atleta paralimpica statunitense specializzata nel lancio del disco e nel lancio della clava e classificata F51 a causa di una mielite trasversa diagnosticata nel 2012 che l'ha portata alla paraplegia.

## Biografia
Laureata in psicologia alla Oakland University, ha iniziato a praticare l'atletica leggera nel 2014 e nel 2015 era già medaglia d'oro nel lancio del disco F52 e d'argento nel lancio della clava F51 ai campionati mondiali paralimpici di Doha.
Nel 2016 ha preso parte ai Giochi paralimpici di Rio de Janeiro, dove ha conquistato il titolo di campionessa paralimpica nel lancio del disco F52 con il nuovo record del mondo portato a 13,09 m; ha invece chiuso in quinta posizione la gara del lancio della clava F51.
Ai mondiali paralimpici di Londra 2017 è stata medaglia d'argento nel lancio del disco F52 e medaglia di bronzo nel lancio della clava F51.

## Palmarès
| Anno | Manifestazione       | Sede           | Evento                 | Risultato | Prestazione | Note |
| ---- | -------------------- | -------------- | ---------------------- | --------- | ----------- | ---- |
| 2015 | Mondiali paralimpici | Doha           | Lancio del disco F52   | Oro       | 12,86 m     |      |
| 2015 | Mondiali paralimpici | Doha           | Lancio della clava F51 | Argento   | 18,85 m     |      |
| 2016 | Giochi paralimpici   | Rio de Janeiro | Lancio del disco F52   | Oro       | 13,09 m     |      |
| 2016 | Giochi paralimpici   | Rio de Janeiro | Lancio della clava F51 | 5ª        | 18,32 m     |      |
| 2017 | Mondiali paralimpici | Londra         | Lancio del disco F52   | Argento   | 12,35 m     |      |
| 2017 | Mondiali paralimpici | Londra         | Lancio della clava F51 | Bronzo    | 22,92 m     |      |